# ノーム・チョムスキー
エイヴラム・ノーム・チョムスキー（Avram Noam Chomsky、1928年12月7日 - ）は、アメリカ合衆国の哲学者、言語哲学者、言語学者、認知科学者、論理学者。マサチューセッツ工科大学の言語学および言語哲学の研究所教授 (Institute Professor) 兼名誉教授。妻は言語学者・教育学者のキャロル・チョムスキー（2008年死没）。

## 来歴

### 1928年の生誕から1945年まで
ノーム・チョムスキーは1928年12月7日、アメリカ合衆国ペンシルベニア州フィラデルフィアのイースト・オーク・レーン近郊で生まれた。父ウィリアム・チョムスキーは当時ロシア帝国支配下のウクライナで生まれたが、戦乱を避けて1913年にアメリカへ渡った。メリーランド州ボルチモアの搾取工場で働き、貯蓄してジョンズ・ホプキンス大学で学んだ甲斐もあり市のヘブライ人系小学校教師の職を得た。現在のベラルーシで生まれアメリカで育ったエルシー・シモノフスキーとの結婚を期にフィラデルフィアに移り、夫妻はミクッバ・イスラエル宗教学校で教鞭を取った。「とても温和で紳士、そして魅力的な人物」と評された ウィリアムはここの校長にまで出世し、1924年にはユダヤ系教員養成大学では合衆国最古であるグラッツ大学の教授に就任、1932年からは教授長職を勤めた。1955年からはDropsie Collegeでも教鞭を取ったウィリアムは、別に中世ヘブライ語の研究にも取り組み、一連の著作も発表した。
ノーム・チョムスキーは夫妻初の子供として生まれた。5年後に生まれた弟デビッドとは仲が良い兄弟だったが、気楽な弟に対し兄は負けず嫌いの性格だった。両親の母語はイディッシュ語だったが、それを家庭内で使う事は戒められた。夫と異なり、エルシーはごく普通のニューヨーク訛りの英語を喋った。兄弟はユダヤ人社会で育ち、ヘブライ語を習い、アハド・ハアムの著作など労働シオニズムに影響を受けていた一家にあって、よくシオニズムの政治理論について語り合った。子供の頃からユダヤ人として、特にフィラデルフィア在住のアイルランド系やドイツ系共同体から受ける反ユダヤ主義に直面し、ナチス・ドイツのフランス侵攻を祝うドイツ人のビア・パーティは忘れられないものとなったという。
ノームは両親を、政治的にはフランクリン・ルーズベルト率いる民主党を支持する中道左派だと言及したが、彼自身は国際婦人服労働組合 (ILGWU) に所属する社会主義者の親族らから影響を受けて極左思想を持つようになった。また特に、あまり教育を受けていなかったがニューヨークで所有する新聞販売スタンドで集まった左派ユダヤ人たちと毎日のように議論を交わす彼のおじに大きく影響された。一家で街中に出かけると、ノームは左翼やアナキスト系の書店に行っては政治に関する本を熱心に読んだ。後に振り返って彼は無政府主義思想と出逢えた事は「幸運なる偶然」であり、急進党を制御して平等な社会を実現する選択肢だと信じられていたマルクス・レーニン主義という他の急進的左翼思想に対する批判的態度を形成することができたという。
ノームは初等教育を、競争をさせず生徒の興味を伸ばす事に重点を置き設立された独立系のOak Lane Country Day Schoolで受けた。ここで10歳の時、彼はスペイン内戦によるバルセロナ陥落を受けてファシズムの拡散を取り扱った初めての記事を書いた。12-13歳の頃にはそれまで以上に無政府主義政治への傾倒を強めた。12歳の時にCentral High Schoolの中等部へ進学し多くのクラブや共同体に参加したが、そこでの階層的で厳しい管理が行き届いた指導方法に当惑させられた。

### 大学時代：1945年から1955年までの10年
| アナルコ・サンディカリストのルドルフ・ロッカー（左）とイギリス人社会民主主義者ジョージ・オーウェル（右）。若きチョムスキーはふたりから強い影響を受け、アナルコ・サンディカリストは実現可能かつ望ましいものという考えを持った。 |  | アナルコ・サンディカリストのルドルフ・ロッカー（左）とイギリス人社会民主主義者ジョージ・オーウェル（右）。若きチョムスキーはふたりから強い影響を受け、アナルコ・サンディカリストは実現可能かつ望ましいものという考えを持った。 |
| アナルコ・サンディカリストのルドルフ・ロッカー（左）とイギリス人社会民主主義者ジョージ・オーウェル（右）。若きチョムスキーはふたりから強い影響を受け、アナルコ・サンディカリストは実現可能かつ望ましいものという考えを持った。 |  | |

高校卒業後の1945年ノーム・チョムスキーはペンシルベニア大学へ進学し、C・W・チャーチマンやネルソン・グッドマンらから哲学を、ゼリグ・ハリスらから言語学を学んだ。ハリスの講義は、ノームに言語構造の線型写像（文章の中の部分的な集まりから他の集まりへの対応付け）といった解析法の発見をもたらした。1951年の修士論文『The Morphophonemics of Modern Hebrew （現代ヘブライ語における形態音素論）』で、彼は形態音素の規則を示した。そして1955年、ペンシルベニア大学大学院博士課程を修了し、言語学の博士号を取得した。
1951-55年にチョムスキーはハーバード大学のジュニアフェローに選ばれており、その研究が「生成文法論」に結実した。その後1955年からMITに勤務した。
チョムスキーはニューヨークを訪れては、イディッシュ語の無政府主義系雑誌『フライエ・アルバイテル・シュティンメ』の事務所へ頻繁に足を運び、同誌に寄稿していたアナルコ・サンディカリストのルドルフ・ロッカーに傾倒する。後に記したところによると、ロッカーの仕事から無政府主義と古典的自由主義の関係に気づき、後に研究の対象にしたという。他にも、政治思想家では、アナキストのディエゴ・アバド・サンティランや社会民主主義者のジョージ・オーウェルやバートランド・ラッセル、ドワイト・マクドナルド、また非ボリシェヴィキマルキシストのカール・リープクネヒトやカール・コルシュ、ローザ・ルクセンブルクらの著作を精読した。これらに目を通す中で、 チョムスキーはアナルコ・サンディカリスト社会に共感し、オーウェルの著作『カタロニア讃歌』で知ったスペイン内戦の期間に結成されたアナルコ・サンディカリスト共同体に惹かれるようになった。
チョムスキーは1944年から1949年にかけてドワイト・マクドナルドが発刊した左翼系雑誌『Politics』を愛読した。当マクドナルドは当初こそマルキシストの観念を堅持していたが、1946年にこれを捨てて「無政府主義と反戦という奇妙な神に耽る」ようになった。チョムスキーは後に、無政府主義に対する興味が「応報と発達をなした」と同誌に書いた。20代の終わり頃には、マルキシスト思想家で評議会共産主義者のポール・マティックが発行する定期刊行誌『Living Marxism』の読者になった。この雑誌はヨシフ・スターリンのソヴィエト連邦と第二次世界大戦後の発展を批判的に評した。チョムスキーはマルキシストの理論根拠を受け入れなかったが、協議会共産主義者運動からは強い影響を受け、アントン・パンネクークやカール・コルシュらなどの「生きたマルキシスト」の著作を貪欲に読み漁った。チョムスキーはマティックと個人的な知り合いになるが、後に彼を指して「私の考えにぴったりな正統派マルキシスト」と評した。また彼は、アメリカのレーニン主義者同盟にも加わっていたジョージ・スピーロが率いた「Marlenites」という曖昧な反スターリン的なアメリカ人マルキニスト集団が持つ政治理論に大きく関心を持った。この集団は、第二次世界大戦は、西側の資本家と国家資本主義の政府であるソビエト連邦が主導し、ヨーロッパのプロレタリアートを潰そうとした「いかさま」だったと主張し、この観点にチョムスキーは同意した。
チョムスキーはミクヴェ・イスラエル学校の同門で幼馴染のキャロル・ドリス・シャッツと恋仲になり、1949年に結婚し、彼女が2006年12月に癌で亡くなるまでの59年間連れ添った。夫妻には2人の娘アビバ・チョムスキーとダイアン、息子ハリーを得た。1953年に一時イスラエル、キブツのハゾレアに住んだ。この滞在について聞かれた際、チョムスキーは「失望でした」と答え、「そこは好きだが、イデオロギー臭い雰囲気には我慢できなかった」と言い、1950年代初頭のキブツにあった「熱狂的愛国心」とスターリンの助けを受けたキブツ在住の多くの左翼系メンバーが、ソビエト連邦の可能性に満ちた将来と現在の関係をバラ色に染める様子も同様に見ていた。

### 研究職としてのキャリア:1955年以降
1957年にはMITから准教授の地位を提示されており、また1957年から1958年までコロンビア大学の客員教授を務めていた。1961年にテニュアが認められ、現代語・言語学部の教授となった。
彼の業績は言語哲学、認知科学分野にとどまらず、戦争・政治・マスメディアなどに関する100冊以上の著作を発表している。1992年のA&HCIによると、1980年から1992年にかけてチョムスキーは、存命中の学者としては最も多く、全体でも8番目に多い頻度で引用された。彼は人文社会科学諸分野における「巨魁」と表現され、2005年には投票で「世界最高の論客」 (world's top public intellectual) に選ばれた。
チョムスキーは「現代言語学の父」と評され、また分析哲学の第一人者と見なされる。彼は、コンピュータサイエンスや数学、心理学の分野などにも影響を与えた。
言語学関連の初の書籍を発行した後、チョムスキーはベトナム戦争の有名な批判家となり、政治批評の本を発表し続けた。彼はアメリカの外交政策、国家資本主義、報道機関等の批判で有名になった。エドワード・S・ハーマンとの1988年の共著『Manufacturing Consent: The Political Economy of the Mass Media』など彼のマスメディア批判は、マスメディアなどにおけるプロパガンダ・モデル理論を明確に分析した。彼は自らの視点を「啓蒙主義や古典的自由主義に起源を持つ、中核的かつ伝統的なアナキズム」と述べた。
1974年、イギリス学士院客員フェローの称号を与えられた。
2002年にMITを退職したが、名誉教授としてキャンパスでの研究と講義は続けた。

## 人物
チョムスキーが「仮説として」唱えた、普遍文法仮説は、全ての人間の言語に「普遍的な特性がある」とし、その普遍的特性は人間が持って生まれた、すなわち生得的な、そして生物学的な特徴であるとする言語生得説による、言語をヒトの生物学的な仮説上の（心理上の）器官によるものと捉えた仮説である（言語獲得装置）。
そして、そのような仮説はいったん置くとして、その研究のために彼が導入したのが「生成文法」であった。生成文法に用いた演繹的な方法論により、チョムスキー以前の言語学に比べて言語学は飛躍的に質と精密さを高めた。
チョムスキー以前の言語学では、フェルディナン・ド・ソシュールに代表されるヨーロッパ構造主義言語学や、レナード・ブルームフィールドらのアメリカ構造主義言語学の、言語の形態を観察・記述する構造主義的アプローチが優勢であったが、これに対しチョムスキーは言語を作り出す人間の能力に着目した点（すなわち普遍文法仮説）と、そのメカニズムをフォーマルに（形式的に）記述することを目指した生成文法というアプローチを取った点が画期的であった。より具体的に言えば、適切な言語形式を産出する能力（linguistic competence: 言語能力）と、実際に産出された言語形式（linguistic performance: 言語運用）とを区別し、前者を研究の重点としている。チョムスキー自身はソシュールの熱烈なファンであり、熱心な読者でもある。
彼以降、言語学は認知科学や計算機科学と強い親近性を獲得した。認知科学との親近性は、普遍文法仮説のように「脳と心」についての科学的な仮説と関連づけてヒトと言語について扱ったことによるといえる。もっとも後述するように、ある意味では皮肉なことに、より認知科学に近いことを自認する認知言語学はチョムスキーの、特に普遍文法仮説に批判的な立場を取っている。計算機科学との親近性は、歴史的に見て同時代に計算言語学や自然言語処理が興ったという幸運もあるが、普遍文法仮説はさておき、生成文法が言語をフォーマルな（形式的な）ものとして取り扱うことを可能とするものだったことによる。チョムスキー自身はその後もヒトの自然言語の研究に邁進するが、形式言語の理論であるチョムスキー階層は、（自然言語処理を専門とする者を除けば）多くの計算機科学者が最も良く知っているチョムスキーの業績である。
また、統語論の自律性を主張したことで、かえって意味論や語用論などの隣接分野も浮き彫りにする形となった。このあたりについてはチョムスキーがハーバード大学でジュニア・フェローとして過ごした時期の考察に端を発する。派を問わずあらゆる言語学者に「統語的にはgrammaticalだが、意味的にはnonsenseな」「統語論と意味論の境界を明らかに示すような」例文として知られる文 "Colorless green ideas sleep furiously." を示したのが彼である。
酒井邦嘉 は1990年代の「ミニマリスト・プログラム」への大きな変化を「一人の人が天動説と地動説の両方を作り上げるようなものである」と評していて、チョムスキーの次の言葉を紹介している。
もしあなたが孤立して、世の中の誰とも全く違っているとしたら、自分の気が変になったか、どうかしたに違いないと思い始めるでしょう。あなたが他の人々と何か違ったことを言っているという事実に負けないためには、強い自我(a big ego）が必要です。
一方でチョムスキー的な言語学には言語学の内外からの批判もある。特に言語学内の他派からの批判は「チョムスキアン」なる語の存在からもうかがえるものであり、チョムスキー以前の派閥としては前述の欧あるいは米の構造主義による言語学から、あるいは以後の派閥としては認知言語学からのものがある。認知言語学はヒトの言語能力について、言語に特化したものではなく他の能力も含む認知体系の一部として捉える立場をとっており、普遍文法仮説が言語だけを特別な能力であると仮定していることに特に批判的である。
社会哲学的には、ヴィルヘルム・フォン・フンボルトやジョン・デューイから、思想的にはスペイン内戦時のカタルーニャ地方バルセロナにおける極度に民主的な労働者自治によるアナキスト革命から強い影響を受け、権威主義的な国家を批判するリバタリアン社会主義（アナキズム）に関わり、アメリカに台頭するネオコン勢力によるアフガン侵攻・イラク侵攻や、アメリカ主導のグローバル資本主義を批判している。
特に2001年のアメリカ同時多発テロ事件以降は、その傾向を強めており、政治関係の著作も多数ある。2006年にベネズエラのウゴ・チャベス大統領が、国際連合総会でアメリカ合衆国大統領ジョージ・W・ブッシュを「悪魔」と批判する有名な演説をおこなった際には、チョムスキーの『覇権か、生存か――アメリカの世界戦略と人類の未来』を自ら示して、「アメリカ国民は是非この本を読むべきだ」と語り、書籍の売れ行きに貢献した。
「ポル・ポトを擁護していた過去があり、そのことを隠蔽している」とよく説明される。クメール・ルージュ政権下で父親を失い、自らもアメリカに亡命したカンボジア系米国人政治学者のソパール・イヤは、チョムスキーに対して「チョムスキーがケンブリッジの肘掛け椅子に座りながら理論を研ぎ澄ましている間、私の家族は田んぼの中で亡くなった。」「私と生き残った家族にとって、クメール・ルージュ政権下での生活には、知的なお座敷遊びの道具ではない。」と批判している。この件についてチョムスキー自身は、「私は国際連合においてアメリカが支援していたティモールでの虐殺について証言を行なったことがあり、そのとき、それとポル・ポトの虐殺とが類似しうることをたまたま述べた。実際それは類似していたのだ」と説明している。アメリカについては、「大義 (just cause)」の名の下に虐殺を行っているとして、常々非難している。
イスラエル政府やその支持者、同政府に対するアメリカの支援などに極めて批判的で、「イスラエルの支持者は実際の所、道徳的堕落の支持者にほかならない」とまで述べている。こうしたことから、ユダヤ人国家としてのイスラエル建国には不支持を貫き、「ユダヤ人なりキリスト教なりイスラム国家という概念が適切とは思えない。アメリカ合衆国をキリスト教国家とするのはおかしいのではないか」としている。
1980年代には、ホロコースト否認論者であるロベール・フォリソンがホロコースト否認を理由として大学を解雇され、チョムスキーが友人セルジュ・ティオンの頼みで、処分に抗議する文書に署名を行った。その後フォリソンは自らの著書にチョムスキーの文章を序文として掲載した事が問題となった。チョムスキーは「その本の内容まで肯定したわけではない」「（過去の本で）強い言葉でホロコーストを非難している」、ホロコーストを否認したからといって反ユダヤ主義者とは考えられないとコメントしている
2022年3月にはロシアによるウクライナ侵攻を、アメリカ主導のイラク侵攻や1939年のドイツ・ソ連によるポーランド侵攻と肩を並べるほどの「重大な戦争犯罪」と評価した。

## 思想
チョムスキーは自身をアナキストだと認めており、10代の頃にアナキズムに魅了されて以来その考えは変わらないと明言している。
彼はアナキズムについて「生活のあらゆる側面での権威、ヒエラルキー、支配の仕組みを探求し、特定し、それに挑戦することにおいてのみ、意味があると思っています」と言い、「これら（権威、ヒエラルキー、支配）は正当とされる理由が与えられない限りは不当なものであり、人間の自由の領域を広げるために廃絶されるべきもの」「権力には立証責任があり、それが果たせないのであれば廃絶されるべきであるという信念、これが、私のアナキズムの本質についての変わらぬ理解です」とその考えを述べている。
彼はとりわけアナルコ・サンディカリズムを政治思想の中核に据え、「高度な先進産業社会にふさわしい合理的な組織化のあり方」と評価している。
彼はアナルコ・サンディカリズムの今日的な意義について「産業化と技術の進歩が広範囲な自己管理の可能性を開く」「そこでは労働者が差し迫った問題に自ら対処する。つまり工場の指揮や管理だけではなく、経済の仕組みや社会制度に関することで、地域あるいはその範囲を超えた計画の立案に関することで、重要な実質決定を行えるような地位を得るのです」と特徴づけ、手段の機械化が進んだ現代においては、（労働者が自らの工場の運営に携わることにより）必要労働を機械に委ね、人間は自由に創造的労働に当たることができるようになると説明している。

## 主な受賞歴
- 1988年 - 京都賞基礎科学部門
- 1996年 - ヘルムホルツ・メダル
- 1999年 - ベンジャミン・フランクリン・メダル

## 邦訳著書
以下、著作者名がノーム・チョムスキーの場合は著作者名を省略する。

### 言語学・言語哲学関係
主要著作は太字
- The Logical Structure of Linguistic Theory (1955著、1975出版、Springer US）;未邦訳,一部訳あり（下記）
- Syntactic Structures (1957)
  - ノーム・チヨムスキー『文法の構造』勇康雄 訳、研究社出版、1963年。
  - 『統辞構造論　付『言語理論の論理構造』序論』福井直樹・辻子美保子 訳、岩波書店〈岩波文庫 青695-1〉、2014年1月16日。ISBN 978-4-00-336951-7。 - 索引あり。
- Current Issues in Linguistic Theory (1964)
  - N.チョムスキー、M.ハレ『現代言語学の基礎』橋本万太郎・原田信一 訳、大修館書店、1972年。
- Aspects of the Theory of Syntax (1965、MIT Press)
  - 『文法理論の諸相』安井稔 訳、研究社出版、1970年。 - 参考文献：pp.281-290.
  - チョムスキー（著）、福井直樹と辻井美保子（訳）「統辞理論の様相　－　方法論序説」、岩波文庫、2017年2月16日。
- Cartesian Linguistics (1965,Harper & Row)
  - ノーアム・チョムスキー『デカルト派言語学　合理主義思想の歴史の一章』川本茂雄 訳、テック、1970年。 - 参考書目：pp.149-155.
  - ノーアム・チョムスキー『デカルト派言語学　合理主義思想の歴史の一章』川本茂雄 訳（新版）、みすず書房、1976年9月30日。ISBN 4-622-01974-4。 - 参考書目：pp.149-155.
- ノーアム・チョムスキー『知識と自由』川本茂雄 訳、番町書房、1975年。
- Language and Mind (1968,Harcourt Brace)
  - ノーアム・チョムスキー『言語と精神』川本茂雄 訳、河出書房新社、1976年。
  - ノーアム・チョムスキー『言語と精神』川本茂雄 訳（新装版）、河出書房新社〈現代思想選 2〉、1980年4月。
  - 『言語と精神』川本茂雄 訳（改訂版新装）、河出書房新社〈河出・現代の名著〉、1996年4月25日。ISBN 4-309-70620-7。 - 原タイトル：Language and mind。Enl.ed.
  - 『言語と精神』町田健 訳、河出書房新社、2011年7月14日。ISBN 978-4-309-24556-0。 - 原タイトル：Language and mind。3rd ed.
- 『生成文法の意味論研究』安井稔 訳、研究社出版、1976年。
- The Sound Pattern of English モリス・ハレ共著 (1968,Harper & Row)
- H.ハレ 共著『生成音韻論概説』小川直義、井上信行訳、泰文堂、1983年。
- Reflections on Language (1975,ランダムハウス)
  - N.チョムスキー『言語論　人間科学的省察』井上和子,神尾昭雄、西山佑司共訳、大修館書店、1979年4月。 - 参考文献：pp.426,431-442。
- 『形式と解釈』安井稔 訳、研究社出版、1982年11月。ISBN 4-327-40073-4。 - 原タイトル：Essays on form and interpretation。
- N.チョムスキー『ことばと認識　文法からみた人間知性』井上和子 ほか共訳、大修館書店、1984年4月。ISBN 4-469-21114-1。 - 原タイトル：Rules and representations。
- Lectures on Government and Binding (1981)
  - 『統率・束縛理論』安井稔・原口庄輔 訳、研究社出版、1986年11月。ISBN 4-327-40085-8。
- 『統率・束縛理論の意義と展開』安井稔・原口庄輔 訳、研究社出版、1987年11月。ISBN 4-327-40090-4。 - 原タイトル：Some concepts and consequences of the theory of government and binding。
- 『言語と知識　マナグア講義録（言語学編）』田窪行則・郡司隆男 訳、産業図書、1989年10月。ISBN 4-7828-0051-7。 - 原タイトル：Language and problems of Knowledge。
- 『障壁理論』北原久嗣 ほか訳、外池滋生・大石正幸 監訳、研究社出版、1993年12月。ISBN 4-327-40108-0。 - 原タイトル：Barriers。
- The Minimalist Program (1995,MIT)
  - N.チョムスキー『ミニマリスト・プログラム』外池滋生・大石正幸 監訳、翔泳社、1998年4月。ISBN 4-88135-511-2。
- 黒田成幸 共著『言語と思考』大石正幸 訳、松柏社〈松柏社叢書 言語科学の冒険 3〉、1999年11月。ISBN 4-88198-928-6。 - 原タイトル：Language and thought。
- 『生成文法の企て』ノーム・チョムスキー 述、福井直樹・辻子美保子 訳、岩波書店、2003年11月26日。ISBN 4-00-023638-5。 - 原タイトル：The generative enterprise、Linguistics in the 21st Century。
  - 『生成文法の企て』福井直樹・辻子美保子 訳、岩波書店〈岩波現代文庫 G253〉、2011年8月18日。ISBN 978-4-00-600253-4。 - 原タイトル：The generative enterprise。
- 『言語と認知　心的実在としての言語』加藤泰彦・加藤ナツ子 訳、秀英書房、2004年1月。ISBN 4-87957-139-3。 - 原タイトル：Language in a psychological setting。
- アドリアナ・ベレッティ、ルイジ・リッツィ 編『自然と言語』大石正幸・豊島孝之 訳、研究社、2008年8月。ISBN 978-4-327-40147-4。 - 原タイトル：On nature and language。
- 『チョムスキー言語基礎論集』福井直樹 編訳、岩波書店、2012年1月27日。ISBN 978-4-00-022787-2。 - 言語理論の論理構造（1975年）序論、統辞理論の諸相（1965年）第1章,言語の知識――その本質，起源，および使用（1986年）第1-2章,変換文法――過去，現在，そして未来（1988年）,言語と自然（1995年）,生物言語学の探究――設計，発達，進化（2007年）収録

### インタビュー
- B・マギー『哲学の現在　世界の思想家十五人との対話』磯野友彦 訳、河出書房新社、1983年4月7日。ISBN 978-4-309-24037-4。 - マルクーゼ、クワイン、チョムスキー等へのインタビュー集。

### 政治批評
- N.チョムスキー『知識人の責任』吉田武士・水落一朗 訳、太陽社〈太陽選書〉、1969年。 - American power and the new mandarinsから訳出したもの。
  - N.チョムスキー『アメリカン・パワーと新官僚』木村雅次・水落一朗・吉田武士 訳、太陽社〈太陽選書〉、1970年。 - チョムスキー, 吉田 & 水落 (1969)の改題。
- ノーアム・チョムスキー『お国のために』 1（ペンタゴンのお小姓たち）、いいだもも 訳、河出書房新社、1975年。
- ノーアム・チョムスキー『お国のために』 2（国家理由か絶対自由か）、いいだもも 訳、河出書房新社、1975年。
- 『知識人と国家』河村望 訳、ティビーエス・ブリタニカ〈Books'80〉、1981年5月。 - 原タイトル：Intellectuals and the state。
- 『アメリカが本当に望んでいること』益岡賢 訳、現代企画室、1994年6月。ISBN 4-7738-9406-7。 - 原タイトル：What Uncle Sam really wants。注記：ノーム・チョムスキー政治関連主要著作: pp.163-164.
- 『9.11　アメリカに報復する資格はない！』山崎淳 訳、文藝春秋、2001年11月30日。ISBN 4-16-358210-X。 - 原タイトル：9.11。
  - 『9.11　アメリカに報復する資格はない！』山崎淳 訳、文藝春秋〈文春文庫〉、2002年9月3日。ISBN 4-16-765128-9。 - 原タイトル：9.11。
- 『アメリカの「人道的」軍事主義　コソボの教訓』益岡賢・大野裕・ステファニー・クープ 訳、現代企画室、2002年4月。ISBN 4-7738-0104-2。 - 原タイトル：The New military humanism。
- 『金儲けがすべてでいいのか　グローバリズムの正体』山崎淳 訳、文藝春秋、2002年9月30日。ISBN 4-16-358970-8。 - 原タイトル：Profit over people。
- 『チョムスキー、世界を語る』田桐正彦 訳、トランスビュー、2002年9月。ISBN 4-901510-09-6。 - 原タイトル：Deux heures de lucidité。
- 『「ならず者国家」と新たな戦争　米同時多発テロの深層を照らす』塚田幸三 訳、荒竹出版、2002年1月。ISBN 4-87043-152-1。
- 『ノーム・チョムスキー』ノーム・チョムスキー 述、鶴見俊輔 監修、リトル・モア、2002年9月。ISBN 4-89815-081-0。
- 浅野健一 対談『抗う勇気　ノーム・チョムスキー＋浅野健一対談』現代人文社(出版) 大学図書(発売)、2003年3月17日。ISBN 4-87798-151-9。
- デイヴィッド・バーサミアン 共著『グローバリズムは世界を破壊する　プロパガンダと民意』藤田真利子 訳、明石書店、2003年1月1日。ISBN 4-7503-1674-1。 - 原タイトル：Propaganda and the public mind。
- 『新世代は一線を画す　コソボ・東ティモール・西欧的スタンダード』角田史幸・田中人 訳、こぶし書房〈こぶしフォーラム 7〉、2003年1月31日。ISBN 4-87559-173-X。 - 原タイトル：A new generation draws the line。
- 『テロの帝国アメリカ　海賊と帝王』海輪由香子 ほか訳、明石書店、2003年2月1日。ISBN 4-7503-1688-1。 - 原タイトル：Pirates and emperors。
- 『チョムスキー　21世紀の帝国アメリカを語る　イラク戦争とアメリカの目指す世界新秩序』寺島隆吉 訳、明石書店、2004年4月1日。ISBN 4-7503-1902-3。
- 『秘密と嘘と民主主義』田中美佳子 訳、成甲書房、2004年7月。ISBN 4-88086-166-9。 - 原タイトル：Secrets, lies and democracy。
- 『中東　虚構の和平』中野真紀子 訳、講談社、2004年8月23日。ISBN 4-06-212055-0。 - 原タイトル：Middle East illusions。
- 『覇権か、生存か　アメリカの世界戦略と人類の未来』鈴木主税 訳、集英社〈集英社新書〉、2004年9月17日。ISBN 4-08-720260-7。 - 原タイトル：Hegemony or survival。
- スーザン・ジョージ 他『G8　G8ってナンですか？』氷上春奈 訳、ブーマー(出版) トランスワールドジャパン(発売)、2005年7月。ISBN 4-925112-48-1。 - 原タイトル：Arguments against G8。
- 『チョムスキー、民意と人権を語る　レイコ突撃インタビュー』岡崎玲子 聞き手、鈴木主税 論文翻訳、集英社〈集英社新書〉、2005年11月17日。ISBN 4-08-720319-0。
- 『知識人の責任』清水知子・浅見克彦・野々村文宏 訳、青弓社、2006年1月。ISBN 4-7872-1037-8。 - 原タイトル：American power and the new mandarins。（抄訳）
- 『チョムスキーの「教育論」』寺島隆吉・寺島美紀子 訳、明石書店、2006年2月1日。ISBN 4-7503-2266-0。
- 『お節介なアメリカ』大塚まい 訳、筑摩書房〈ちくま新書〉、2007年8月6日。ISBN 978-4-480-06382-3。 - 原タイトル：Interventions。
- 『すばらしきアメリカ帝国』岡崎玲子 訳、集英社、2008年5月26日。ISBN 978-4-08-773464-5。 - 原タイトル：Imperial ambitions。
- 『チョムスキー、アメリカを叱る』デヴィッド・バーサミアン インタヴュー、伊藤茂 訳、NTT出版、2008年10月14日。ISBN 978-4-7571-4184-1。 - 原タイトル：What we say goes。
- 『破綻するアメリカ　壊れゆく世界』鈴木主税・浅岡政子 訳、集英社、2008年12月15日。ISBN 978-4-08-773467-6。 - 原タイトル：Failed states。
- ピーター・R・ミッチェル、ジョン・ショフェル 編『現代世界で起こったこと　ノーム・チョムスキーとの対話　1989-1999』田中美佳子 訳、日経BP社(出版) 日経BP出版センター(発売)、2008年12月22日。ISBN 978-4-8222-8353-7。 - 原タイトル：Understanding power。
- 『チョムスキーの「アナキズム論」』木下ちがや 訳、明石書店、2009年2月1日。ISBN 978-4-7503-2922-2。 - 原タイトル：Chomsky on anarchism。
- 『アメリカを占拠せよ！』松本剛史 訳、筑摩書房〈ちくま新書 980〉、2012年10月9日。ISBN 978-4-480-06685-5。 - 原タイトル：OCCUPY。
- ジャレド・ダイアモンド、ノーム・チョムスキー・オリバー・サックス・マービン・ミンスキー・トム・レイトン・ジェームズ・ワトソン 著、吉成真由美 インタビュー 編『知の逆転』NHK出版〈NHK出版新書 395〉、2012年12月8日。ISBN 978-4-14-088395-2。 - 「第2章　帝国主義の終わり」（ノーム・チョムスキー）。
- 『気候危機とグローバル・グリーンニューディール』ロバート・ポーリン 共著、クロニス・J・ポリクロニュー 聞き手、早川健治 訳、Fridays For Future Japan まえがき、那須里山舎、2021年12月18日。ISBN 978-4-909515-06-3。原タイトル：Climate Crisis and the Global Green New Deal。

### メディア論
- 『メディア・コントロール　正義なき民主主義と国際社会』鈴木主税 訳、集英社〈集英社新書〉、2003年4月13日。ISBN 4-08-720190-2。 - 原タイトル：Media control。
- エドワード・S・ハーマン 共著『マニュファクチャリング・コンセント　マスメディアの政治経済学』 1巻、中野真紀子 訳、トランスビュー、2007年2月。ISBN 978-4-901510-45-5。 - 原タイトル：Manufacturing consent。（新版）
- エドワード・S・ハーマン 共著『マニュファクチャリング・コンセント　マスメディアの政治経済学』 2巻、中野真紀子 訳、トランスビュー、2007年2月。ISBN 978-4-901510-46-2。 - 原タイトル：Manufacturing consent。（新版）

### DVD
- ジャン・ユンカーマン 監督 (2003), ノーム・チョムスキー　イラク後の世界を語る, シグロ(制作)
- ジャン・ユンカーマン 監督 (May 2005), 映画日本国憲法, シグロ(制作) トランスビュー(発売), ISBN 4-901510-32-0 - ジョン・ダワー、チョムスキー、ダグラス・ラミスらへのインタビュー集。
- ピーター・ウィントニック; マーク・アクバー 監督 (April 2007), チョムスキーとメディア　マニュファクチャリング・コンセント, シグロ(制作) トランスビュー(発売), ISBN 978-4-901510-48-6
- ジャン・ユンカーマン 監督 (April 2007), チョムスキー 9.11 Power and Terror, シグロ(制作) トランスビュー(発売), ISBN 978-4-901510-49-3